# هنري الثاني، ماركيز نامور
هنري الثاني (1229-1206) كان مارغريف نامور من 1226 حتى وفاته.
هو الابن الثالث لـ بيتر الثاني دي كورتيناي إمبراطور القسطنطينية اللاتينية ويولاندا دي فلاندرز، خلف شقيقه الأكبر فيليب الثاني في كونتية نامور، وشقيقه الأكبر الثاني روبرت كان بالفعل إمبراطور القسطنطينية اللاتينية بعد تنازل شقيقه فيليب عنها.
وعندما توفي شقيقه روبرت، تخلى هنري أيضا عن لقب إمبراطور القسطنطينية لـ شقيقه الأصغر ذو العشرة الأعوام بالدوين الثاني، وبعد عام توفي هنري أيضا دون أنجاب أبناء، وخلفته شقيقته مارغريت.